# Raillencourt-Sainte-Olle
Raillencourt-Sainte-Olle är en kommun i departementet Nord i regionen Hauts-de-France i norra Frankrike. Kommunen ligger i kantonen Cambrai-Ouest som tillhör arrondissementet Cambrai. År 2022 hade Raillencourt-Sainte-Olle 2 104 invånare.

## Befolkningsutveckling
Antalet invånare i kommunen Raillencourt-Sainte-Olle
| Referens: INSEE |